# Enrico IV, parte II
Enrico IV, parte seconda è un dramma storico di William Shakespeare preceduto dalla parte prima, composto nel 1598.
L'Enrico IV è diviso in due parti, che narrano la storia inglese tra gli anni 1399 ed il 1413. La prima parte è stata scritta tra il 1596 ed il 1597. Narra le vicende del re Enrico e di suo figlio, principe del Galles e futuro Enrico V, che prima di diventare il valoroso sovrano descritto da Shakespeare nell'omonima opera, vive la sua vita in maniera dissoluta. Protagonista della sottotrama è il celebre personaggio di Falstaff, da cui Giuseppe Verdi prenderà ispirazione per un'opera, e di cui la stessa regina Elisabetta chiederà di far rivivere il personaggio in un'altra opera (il bardo l'accontenterà in Le allegre comari di Windsor).

## Drammaturgia
La seconda parte dell'Enrico IV, si apre col ritorno, da parte del principe Enrico, alla sua vita dissoluta, circondato da gente indegna. Un ulteriore motivo di preoccupazione per Enrico IV, che già doveva fronteggiare l'esercito formato dal padre di "sperone ardente". L'apice della vicenda è la scena in cui il futuro Enrico V sta al capezzale del padre e, credendolo morto, sottrae la corona al padre per indossarla. Il re si ridesta e si infuria, ma poi crede nella buona fede del figlio, a cui ricorda il modo in cui ha usurpato la corona, e gli consiglia come regnare, ovvero spostare gli eserciti fuori
dall'Inghilterra per evitare la guerra civile, consiglio che il futuro Enrico V seguirà mettendo in atto le campagne di Francia.